# マジックゴディス
マジックゴディス（欧字名:Magic Goddess、1968年 - 1982年10月23日）は、イギリスで生産された競走馬、繁殖牝馬。
競走馬としての成績は奮わなかったが、繁殖牝馬として日本に輸入されると、現在も途絶えることなく続く牝系の日本国内での祖となった。この牝系の著名な出身馬にはスクリーンヒーロー、マルカラスカル、ダイナアクトレスなどがいる。

## 経歴
競走馬時代は7戦して未勝利に終わり、そのままイギリスで繁殖牝馬となった。しかし、英国内での産駒は、初仔が障害競走で2勝を挙げただけに終わり、2番仔は3戦未勝利で引退してしまう。そして、2番仔の出産後にイギリスでの繁殖生活を終え、日本に輸出されることとなった。
日本に輸入されると社台ファーム白老で繋養され、3番仔にあたるモデルスポートはダービー卿チャレンジトロフィーなど重賞2勝の成績を収めた。さらに、モデルスポートも繁殖牝馬として重賞5勝馬ダイナアクトレスを産み、そのダイナアクトレスの仔であるプライムステージも重賞2勝の結果を残し、牝系3代での重賞制覇を果たすこととなった。プライムステージは、重賞2勝のアブソリュートの母親となったものの牝馬から目立った活躍を挙げる産駒は現れず、牝系4代での重賞制覇とはならなかったが、7番仔エフティアクトレスの仔カクテルライトが岩手で重賞を3勝するなどの活躍を見せている。また、プライムステージの妹にあたるトレアンサンブルからはJ・GI2勝のマルカラスカルが出たことで牝系から初のGI勝ち馬が誕生。さらに同じくプライムステージの妹にあたるランニングヒロインからは2008年のジャパンカップなどを制したスクリーンヒーローが出たことで平地競走のGI馬もこの牝系から誕生したこととなった。
4番仔にあたるシャダイゴッデスは、繁殖牝馬としてモデルスポートほどの成功は収めていないものの、3代目で阪神スプリングジャンプ勝ち馬のトーワベガを出した。また、5番仔のファイブダンサーは条件戦時代の青葉賞勝ちなどの成績を収め種牡馬となり、1992年の東京大賞典などを制したドラールオウカン、1987年、1988年と全兄弟で2年連続札幌3歳ステークスを制したミヨノスピード、ミヨノゴールド兄弟といった重賞勝ち馬を輩出。またブルードメアサイアーとしても地方競馬の重賞馬を出した。
マジックゴディス自身は1980年のマジックダンサーが最後の産駒となり、1982年10月23日に死亡した。14歳没。

## 繁殖成績
|       | 馬名             | 誕生年 | 性    | 毛色   | 父               | 厩舎           | 馬主                   | 戦績・備考                                             | 出典  |
| ----- | ---------------- | ------ | ----- | ------ | ---------------- | -------------- | ---------------------- | ------------------------------------------------------ | ----- |
| 初仔  | Magic Summer     | 1972年 | 牡→騸 | 栗毛   | Midsummer Night  |                |                        | 25戦2勝（引退）                                        | [ 3 ] |
| 2番仔 | Lord of Killeen  | 1973年 | 牡→騸 | 栗毛   | Midsummer Night  |                |                        | 3戦0勝（引退）                                         | [ 4 ] |
| 3番仔 | モデルスポート   | 1975年 | 牝    | 黒鹿毛 | モデルフール     | 美浦・矢野進   | （有）ターフ・スポート | 13戦7勝 （ダービー卿CT、牝馬東京タイムズ杯優勝・繁殖） | [ 5 ] |
| 4番仔 | シャダイゴッデス | 1976年 | 牡    | 栗毛   | ハイハット       | 美浦・矢野進   | 吉田善哉               | （不出走・繁殖）                                       | [ 6 ] |
| 5番仔 | ファイブダンサー | 1977年 | 牡    | 栗毛   | ノーザンテースト | 美浦・野平祐二 | 菅原吾一               | 14戦3勝（引退・繁殖）                                  | [ 7 ] |
| 6番仔 | マジックダンサー | 1980年 | 牡    | 栗毛   | ノーザンテースト | 美浦・野平祐二 | 大橋克巳               | 3戦1勝（引退）                                         | [ 8 ] |

## 主要なファミリーライン
- Tregonwell's Natural Barb Mare - F-No.1始祖
  - （10代省略）
    - Web 1808 - F-No.1-s始祖
      - （11代省略）
        - La Troienne 1926 ---ラトロワンヌ系へ（F-No.1-x始祖）
          - Baby League 1935
            - Grand League 1945
              - Like Magic 1955
                - *マジックゴディス 1968 ---↓（改行）

「f」は「filly（牝馬）」の略、「c」は「colt（牡馬）」、「g」は「gelding（騸馬）」の略。太字はGI級競走優勝馬。#は重賞競走優勝馬。
- マジックゴディス 1968 f
  - モデルスポート# 1975 f（7勝、ダービー卿チャレンジトロフィー、牝馬東京タイムズ杯優勝）
    - ステラスポート 1981 f
      - サンシャインステラ 1990 f
        - サンプレイス# 1995 c（5勝、新潟記念優勝）
        - スタートラッカー 2000 f
          - スターリーベイ 2008 f
            - オオエフォーチュン# 2016 c（5勝、ゴールドジュニア優勝）

    - サクラテルノオー 1982 c（3勝、種牡馬）
    - ダイナアクトレス# 1983 f（7勝、スプリンターズステークスなど重賞5勝）
      - ステージチャンプ# 1990 c（4勝、日経賞、ステイヤーズステークス優勝）
      - プライムステージ# 1992 f（3勝、札幌3歳ステークス、フェアリーステークス優勝）
        - アブソリュート# 2004 g（7勝、東京新聞杯、富士ステークス優勝）
        - エフティアクトレス 2005 f
          - カクテルライト# 2019 f（現役、若駒賞など地方競馬重賞3勝）

      - ランニングヒロイン 1993 f
        - スクリーンヒーロー 2004 c（5勝、ジャパンカップ、アルゼンチン共和国杯優勝）
        - カクテルラウンジ# 2005 f（3勝、オパールカップ優勝）
          - グラヴィオーラ# 2015 f（4勝、東京2歳優駿牝馬、東京プリンセス賞優勝）

      - トレアンサンブル 1995 f
        - マルカラスカル 2002 c（10勝、中山グランドジャンプ、中山大障害優勝）

      - ベストロケーション 2005 f
        - ベストアクター# 2014 c（6勝、阪急杯優勝）

    - プリンセスアーニャ 1986 f
      - プリンシパルマーゴ 1995 f
        - プリンシパルリバー# 1999 c（6勝、全日本2歳優駿、羽田盃優勝）

  - シャダイゴッデス 1976 f
    - ダイナイブ 1983 f
      - トーワディステニー 1988 f（3勝、オープン1勝、報知杯4歳牝馬特別2着）
        - トーワベガ# 2004 c（4勝、阪神スプリングジャンプ優勝）

  - ファイブダンサー 1977 c（3勝、種牡馬）

## 血統表
| マジックゴディスの血統        | マジックゴディスの血統               | マジックゴディスの血統               | （血統表の出典）                     | （血統表の出典） |
| 父系                          | ナスルーラ系                         | ナスルーラ系                         | ナスルーラ系                         | [ § 2 ]          |
| 父 Red God (USA) 栗毛 1954    | 父の父Nasrullah (GB) 鹿毛 1940       | Nearco                               | Pharos                               | Pharos           |
| 父 Red God (USA) 栗毛 1954    | 父の父Nasrullah (GB) 鹿毛 1940       | Nearco                               | Nogara                               |                  |
| 父 Red God (USA) 栗毛 1954    | 父の父Nasrullah (GB) 鹿毛 1940       | Mumtaz Begum                         | Blenheim                             | Blenheim         |
| 父 Red God (USA) 栗毛 1954    | 父の父Nasrullah (GB) 鹿毛 1940       | Mumtaz Begum                         | Mumtaz Mahal                         |                  |
| 父 Red God (USA) 栗毛 1954    | 父の母Spring Run (USA) 鹿毛 1948     | Menow                                | Pharamond                            | Pharamond        |
| 父 Red God (USA) 栗毛 1954    | 父の母Spring Run (USA) 鹿毛 1948     | Menow                                | Alicibades                           |                  |
| 父 Red God (USA) 栗毛 1954    | 父の母Spring Run (USA) 鹿毛 1948     | Boola Brooks                         | Bull Dog                             | Bull Dog         |
| 父 Red God (USA) 栗毛 1954    | 父の母Spring Run (USA) 鹿毛 1948     | Boola Brooks                         | Brookdale                            |                  |
| 母 Like Magic (USA) 鹿毛 1955 | 母の父Sun Again (USA) 栗毛 1939      | Sun Teddy                            | Teddy                                | Teddy            |
| 母 Like Magic (USA) 鹿毛 1955 | 母の父Sun Again (USA) 栗毛 1939      | Sun Teddy                            | Summelia                             |                  |
| 母 Like Magic (USA) 鹿毛 1955 | 母の父Sun Again (USA) 栗毛 1939      | Hug Again                            | Stimulus                             | Stimulus         |
| 母 Like Magic (USA) 鹿毛 1955 | 母の父Sun Again (USA) 栗毛 1939      | Hug Again                            | Affection                            |                  |
| 母 Like Magic (USA) 鹿毛 1955 | 母の母Grand League (USA) 黒鹿毛 1945 | Grand Slam                           | Chance Play                          | Chance Play      |
| 母 Like Magic (USA) 鹿毛 1955 | 母の母Grand League (USA) 黒鹿毛 1945 | Grand Slam                           | Jeanne Bowdre                        |                  |
| 母 Like Magic (USA) 鹿毛 1955 | 母の母Grand League (USA) 黒鹿毛 1945 | Baby League                          | Bubbling Over                        | Bubbling Over    |
| 母 Like Magic (USA) 鹿毛 1955 | 母の母Grand League (USA) 黒鹿毛 1945 | Baby League                          | La Troienne                          |                  |
| 母系(F-No.)                   | ラトロワンヌ牝系(FN:1-s)             | ラトロワンヌ牝系(FN:1-s)             | ラトロワンヌ牝系(FN:1-s)             |                  |
| 5代内の近親交配               | Teddy: M4 X S5 X M5 Phalaris: S5 XS5 | Teddy: M4 X S5 X M5 Phalaris: S5 XS5 | Teddy: M4 X S5 X M5 Phalaris: S5 XS5 |                  |
| 出典                          | 1. 2.                                | 1. 2.                                | 1. 2.                                | 1. 2.            |